# Inegalitatea lui Gauss
În teoria probabilităților, inegalitatea lui Gauss furnizează o limită superioară a probabilității ca o variabilă aleatorie unimodală să se situeze la o anumită distanță față de valoarea medie.
Fie X variabila aleatorie având valoarea estimată m și fie τ 2 valoarea medie a lui (X − m)2. (τ 2 poate fi exprimat ca (μ − m)2 + σ 2, unde μ și σ valorile medii ale deviației standard a lui X.)  Atunci, pentru orice valoare pozitivă a lui k,
{\displaystyle \Pr(\mid X-m\mid >k)\leq {\begin{cases}\left({\frac {2\tau }{3k}}\right)^{2}&{\text{dacă }}k\geq {\frac {2\tau }{\sqrt {3}}}\\[6pt]1-{\frac {k}{\tau {\sqrt {3}}}}&{\text{dacă }}0\leq k\leq {\frac {2\tau }{\sqrt {3}}}.\end{cases}}}
Teorema a fost pentru prima dată demonstrată de către Carl Friedrich Gauss în 1823.